# Murat Şahin
Murat Şahin (Istanbul, 4 febbraio 1976) è un allenatore di calcio ed ex calciatore turco, di ruolo portiere, tecnico dell'Hatayspor.

## Carriera

### Club
Comincia la sua carriera nel Göztepe Hilalspor dove viene notato da alcuni scout. A 17 anni viene acquistato dal Fenerbahçe e diventa professionista a 18 anni. Dopo sette stagioni con i gialloblù passa al Konyaspor nella stagione 1998-1999. Durante il suo periodo al Fenerbahçe ha giocato, in prestito, anche al Vanspor.
Durante la sua permanenza al Fenerbahçe era il secondo di Rüştü Reçber. Nella stagione 1999-2000 ebbe un'occasione da titolare nella partita contro il Beşiktaş dopo che Rüştü si era tagliato la mano proprio prima dell'inizio della gara. Giocò così il derby di Istanbul, ma durante uno scontro di gioco nella propria area di rigore ruppe la gamba del compagno Uche.
Dopo aver vestito numerose maglie nella Süper Lig, torna a Istanbul nella stagione 2004-2005 trasferendosi al Beşiktaş.
Giocò la sua gara migliore nella ventinovesima giornata della stagione 2006-2007, il 22 aprile 2007 contro l'Antalyaspor, in cui sostituì il titolare Vedran Runje squalificato. Şahin sfoderò delle giocate spettacolari e non permise agli avversari di segnare, specialmente nel secondo tempo nonostante un infortunio ai legamenti del ginocchio. Il risultato finale fu 1–0 per il Beşiktaş.
Si trasferì al Gaziantepspor nella stagione 2007-2008.

### Nazionale
Ha preso parte alla FIFA Confederations Cup 2003, ottenendo il terzo posto.

## Palmarès

### Club

#### Competizioni nazionali
- Campionato turco: 1

Fenerbahce: 1995-1996
- Coppa di Turchia: 2

Besiktas: 2005-2006, 2006-2007
- Supercoppa di Turchia: 1

Besiktas: 2006